# Aviva Chomsky
Aviva Chomsky (ur. 20 kwietnia 1957), znana także kolokwialnie jako Avi Chomsky – amerykańska historyczka, autorka, aktywistka, profesor w Salem State University, Massachusetts. Najstarsza córka Noama Chomsky'ego i Carol Chomsky. Autorka wielu publikacji, szczególnie w dziedzinie najnowszej historii Ameryki Środkowej.